# 重光昭夫
重光 昭夫（しげみつ あきお、1955年2月14日 - ）、韓国名：辛 東彬（シン・ドンビン、신동빈）は、東アジアの実業家。ロッテホールディングス代表取締役会長、韓国ロッテグループ会長、プロ野球球団千葉ロッテマリーンズオーナー・代表取締役、元大韓スキー協会会長｡
在日韓国人二世で、ロッテホールディングス創業者名誉会長重光武雄の次男。母は日本人の重光（竹森）初子。松濤幼稚園、青山学院初等部、1977年青山学院大学経済学部卒業、1980年コロンビア大学MBA修了。

## 来歴
東京都でロッテグループ初代会長・重光武雄と、日本人の母・重光初子（1930年8月10日生まれ）の間に二人兄弟の次男として生まれた。小学校から高等部まで青山学院に通い、青山学院大学経済学部卒業、米国コロンビア大学経営大学院MBA課程修了。
1981年4月から1988年まで日本の野村証券で勤務し、その多くの期間をロンドン支店で過ごした。1988年4月に日本ロッテ商事に入社した。1990年には韓国ロッテの公式キャリアを、韓国石油化学の専務としてスタートさせた。1997年にグループの副会長に昇進し、その後1999年にはコリアセブンの代表取締役、2000年にはロッテドットコムの代表取締役、2004年には韓国石油化学の代表取締役及びロッテショッピングの政策本部長を兼任した。2011年にはグループ会長に就任し、2014年からは第20代韓国スキー協会の会長を務めた。辛格浩が総括会長に就任して以降、日本ロッテは辛東柱が、韓国ロッテは辛東彬が実質的に運営する形で進行し、2008年には辛東彬の韓国ロッテに対する支配力が強化された。ロッテジャイアンツが初めて外国人監督を招聘し、巨額の投資を行ったのも、辛東彬のロッテ系列の強化の一環と見る向きが強かった。
- 2010年10月19日、パ・リーグクライマックスシリーズでロッテがソフトバンクを破って優勝した際、ロッテナインらから胴上げされ「胴上げは生まれて初めての体験。ビックリしました」と感想を述べた[5][6]。
- 2011年2月、韓国ロッテグループ副会長から会長に昇進した。
- 父の武雄と共に勤務実態のない親族らに計500億ウォン（現在のレートで約52億円）台の給与を支払うなどしたとして横領などの罪に問われ、2017年12月22日にソウル中央地裁より懲役1年8か月、執行猶予2年（求刑懲役10年）を言い渡された[7]。
- 2018年2月13日、ソウル中央地裁は、朴槿恵政権時代に国政に介入したとされる崔順実に対する贈収賄容疑（崔順実ゲート事件）について、免税店の運営権を韓国政府から取得するため、崔被告の財団に約70億ウォン（約7億円）を拠出し「暗に不正な請願をしたと認定することができる」と判断、懲役2年6カ月（求刑懲役4年）の実刑判決を言い渡したため、前年の判決の執行猶予も取り消しとなり、即日収監された。また刑期は2判決の合計、4年2か月となる[8][9]。
- 2018年2月21日、取締役会で日本のロッテホールディングスの代表権返上を承認された[10]。翌23日、千葉ロッテマリーンズのオーナー代行を退任も取締役としてとどまる[11]。
- 2018年10月5日、ソウル高裁は懲役2年6カ月に執行猶予4年を言い渡し、即日釈放された[12]。8日には執務室のあるロッテワールドタワーに出勤し、経営に本格復帰した。
- 2019年2月20日、ロッテホールディングスの取締役会の決議で再び代表権を取得。代表取締役は佃孝之社長との２人体制になる[13]。
- 2019年10月17日、大法院は懲役2年6カ月、執行猶予4年とした2審判決を支持し、有罪が確定した[14]。
- 2020年3月18日、ロッテホールディングスの取締役会で会長に選任され、4月1日に就任[15]。また、3月24日には千葉ロッテマリーンズの株主総会と取締役会において、同球団の代表取締役会長オーナーに就任することを正式に承認した[16]。これにより、前述のお家騒動に終止符を打つと共に日韓両国の経営権を掌握することになった[15]。同年4月、宏之から会長解任を求める株主提案が提起された[17]が、同年6月24日の株主総会で否決された[18]。

父・武雄は2020年1月に死去。遺品が整理される中、意思決定能力に問題のなかった2000年3月に作成した直筆の遺言状が東京の事務所にある金庫から発見され、2020年6月11日に裁判所において、法定相続人の資格がある4人の子供の代理人が立ち会う中で開封された。そこでは自らの後継者を昭夫と定め、長男の宏之についてはロッテホールディングスや韓国ロッテなどの実務、人事からは排除するよう求めたほか、他の家族についても経営には関与しないことを求めていた。この内容は同年6月24日に昭夫がロッテグループの日韓両役員に伝え公表された。

## 人物
妻は大成建設の会長を務めた淡河義正の長女で、伊藤宗一郎元防衛庁長官の秘書も務めた淡河真奈美。1男2女の父で、長男はロッテホールディングス取締役の重光聡（辛ユヨル）。2015年に発生した兄との経営権をめぐるお家騒動（ロッテお家騒動）についての謝罪会見では韓国語で受け答えをした。
父の武雄は、長年に渡り、日本の元内閣総理大臣である岸信介や元外務大臣である安倍晋太郎などと交流があることから、岸家や安倍家と親交がある。その縁で2015年11月28日に東京の帝国ホテルで行われた長男の結婚式では当時現職の内閣総理大臣だった安倍晋三が出席したほか、2022年7月に発生した銃撃事件により、安倍が急死した際は韓国ロッテグループの経営幹部らがソウルの日本大使館を弔問している。